# Базово
Базово (рос. Базово) — селище у Чулимському районі Новосибірської області Російської Федерації.
Входить до складу муніципального утворення Базовська сільрада. Населення становить 726 осіб (2010).

## Історія
Згідно із законом від 2 червня 2004 року органом місцевого самоврядування є Базовська сільрада.

## Населення
| 2002 | 2007 | 2010 |
| ---- | ---- | ---- |
| 747  | ↗811 | ↘726 |